# Sint Janskerk (Gouda)
Sint Janskerk (kostel svatého Jana) je velká pozdně gotická bazilika v nizozemském městě Gouda, zasvěcená sv. Janu Křtiteli, patronovi Goudy. S délkou 123 metrů jde o nejdelší baziliku v Holandsku a jednu z největších bazilik v Evropě.

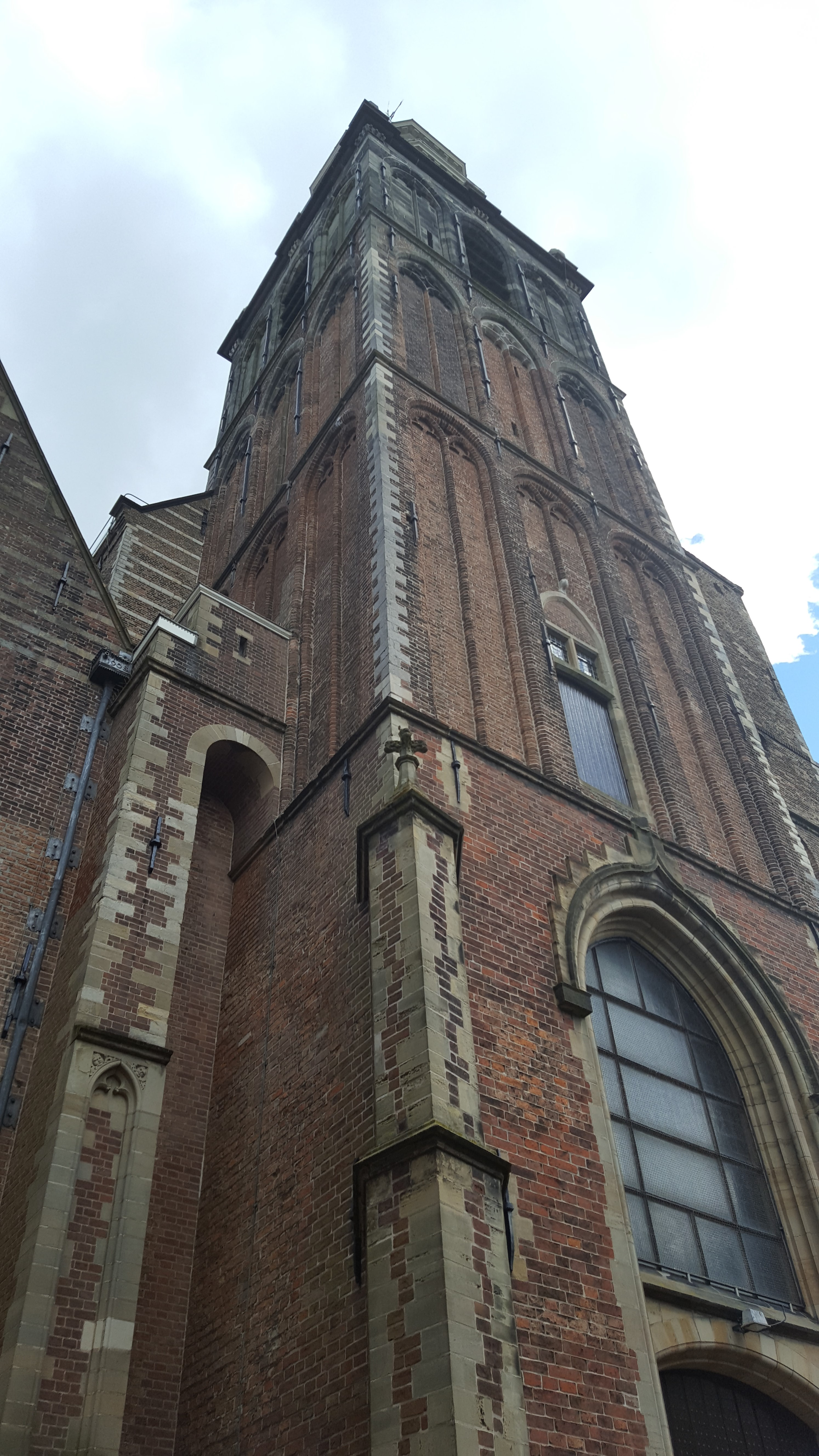
Sint Janskerk, věž v průčelí

Sint Janskerk je známý především vitrážovými okny. Je zde asi polovina všech vitrážových oken ze 16. století dochovaných v Nizozemsku. Významní nizozemští malíři Dirck Crabeth a jeho 15 let mladší bratr Wouter Crabeth I. vytvořili tato okna mezi lety 1555 a 1577. Bazilika je pro své vitráže zařazena na seznam světových památek UNESCO.

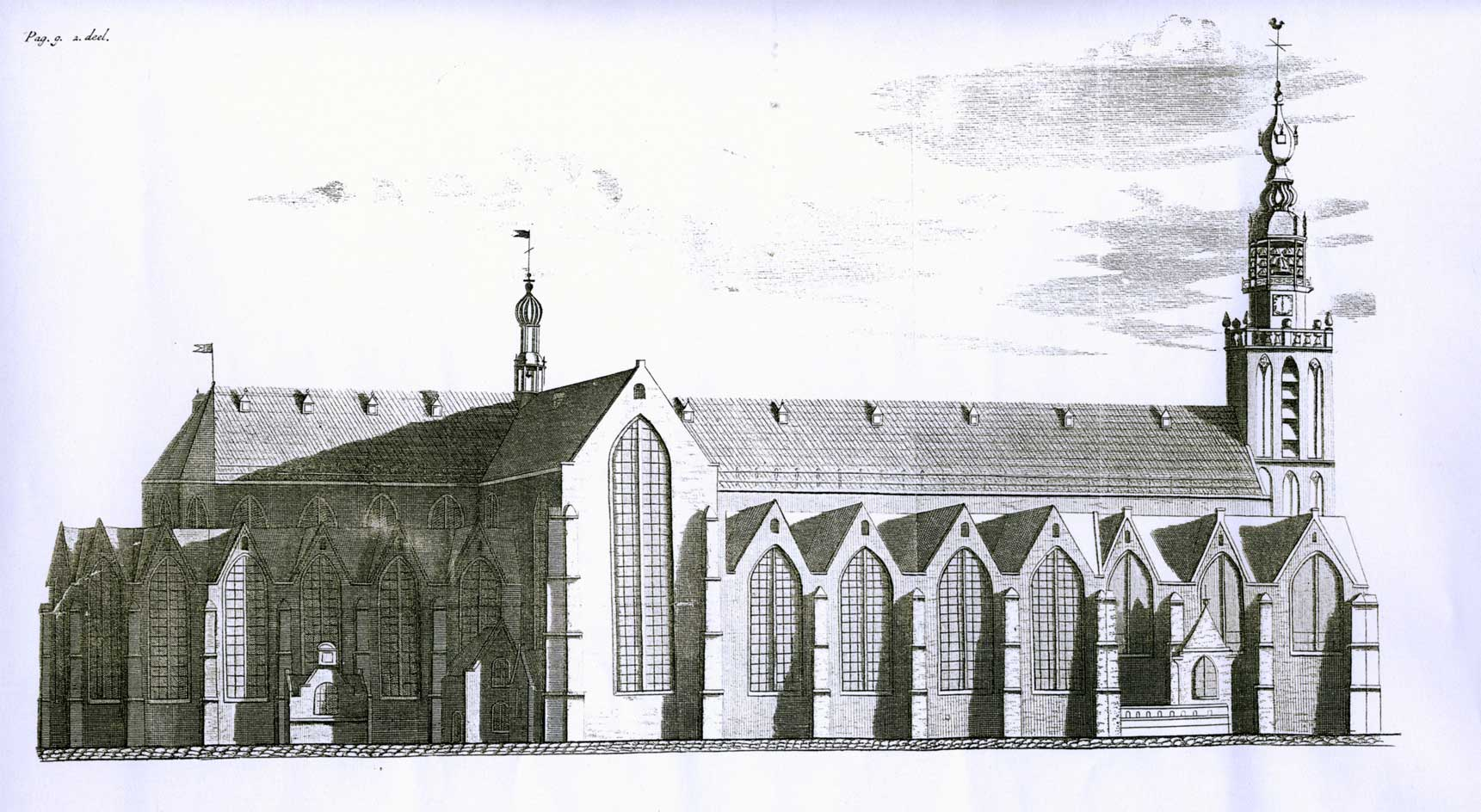
Sint Janskerk od severu v roce 1714

## Historie
O původní stavbě z roku 1280 je málo známo. Mnoho informací o rané historii baziliky pochází od Ignatia Walvise (Ignatius Walvis (1653, Utrecht – 1714, Gouda), nizozemský kněz, historik a spisovatel). V roce 1361 byl kostel těžce poškozen, v roce 1438 byl zničen požárem. V roce 1485 začala rekonstrukce. Nejprve byl vybudován chór, který byl slavnostně otevřen v roce 1510. V roce 1552 byla kostelní věž zasažena bleskem a kostel byl opět poškozen. V roce 1555 bylo osazeno první mozaikové okno, které vytvořil Dirck Crabeth. V příštích 20 letech bylo vytvořeno Dirkem Crabethem v jeho dílně asi dvacet dalších oken. Čtyři okna jsou připisována jeho bratru Wouterovi (1520-1589). Během reformačních bojů byl kostel vypleněn, přesto většina oken zůstala nepoškozena. V roce 1573 převzala od katolické církve baziliku církev protestantská. V letech 1590 až 1593 byla hlavní loď zvýšena, takže dnes má bazilika v průčelí 53 metrů a vnitřní výšku 25 metrů. Poslední rekonstrukce proběhla v letech 1964-1980. V roce 1939 byla mozaiková okna bezpečně uložena, aby neutrpěla leteckými útoky. Později během války v roce 1944, kdy bylo povoláno 51 tisíc mužů ze Schiedamu a Rotterdamu, asi 2800 strávilo noc 10. listopadu zde v bazilice. Co do vnitřního zařízení dostal kostel v roce 1782 novou kazatelnu a v roce 1810 křtitelnici. V roce 1853 byly instalovány nové kostelní lavice.V bazilice se nachází mnoho náhrobků a nejméně pět kaplí (viz půdorys):

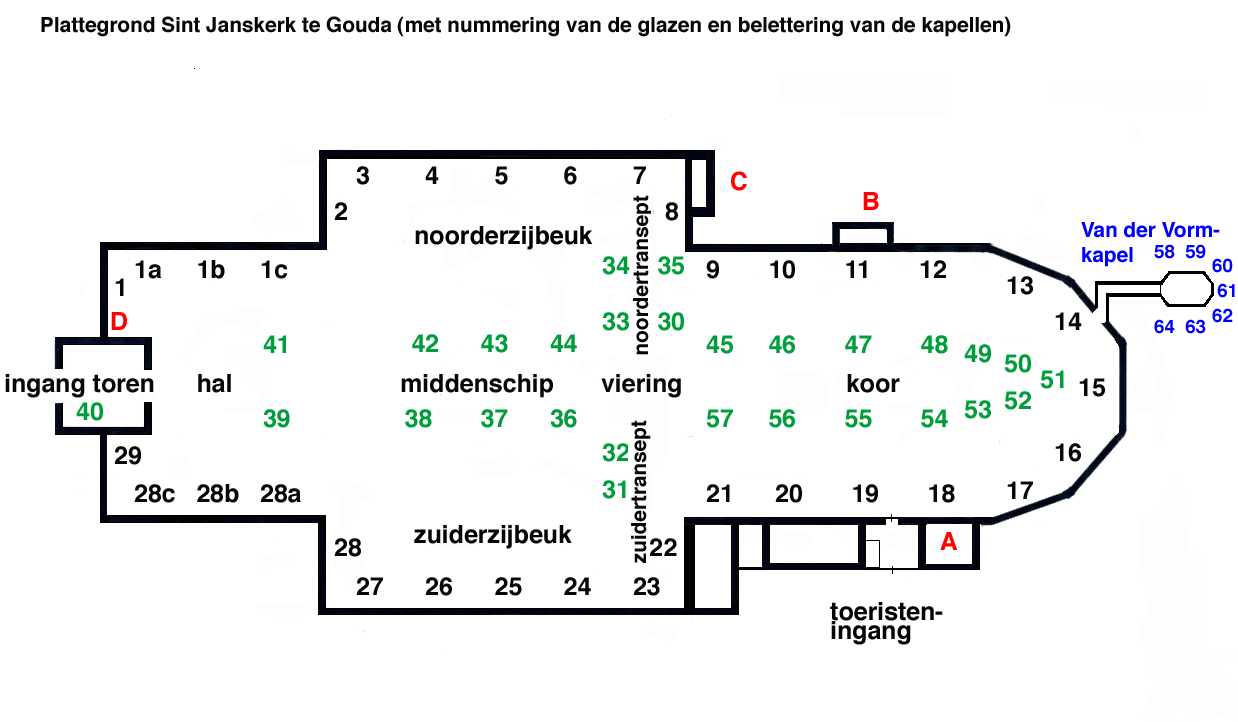
Půdorys Sint Janskerk v Goudě, čísla ukazují umístění mozaikových oken

- A. Kaple Van Beverningh - jižně od chóru
- B. Chladná kaple - severně od chóru pod oknem č. 11
- C. Kaple s hrobkou van Meurs - v blízkosti okna č. 8
- D. Hrobka Van der Dussen - v blízkosti okna č. 1
- -- Kaple Van der Vorm - přístup pod oknem č. 14.

## Varhany

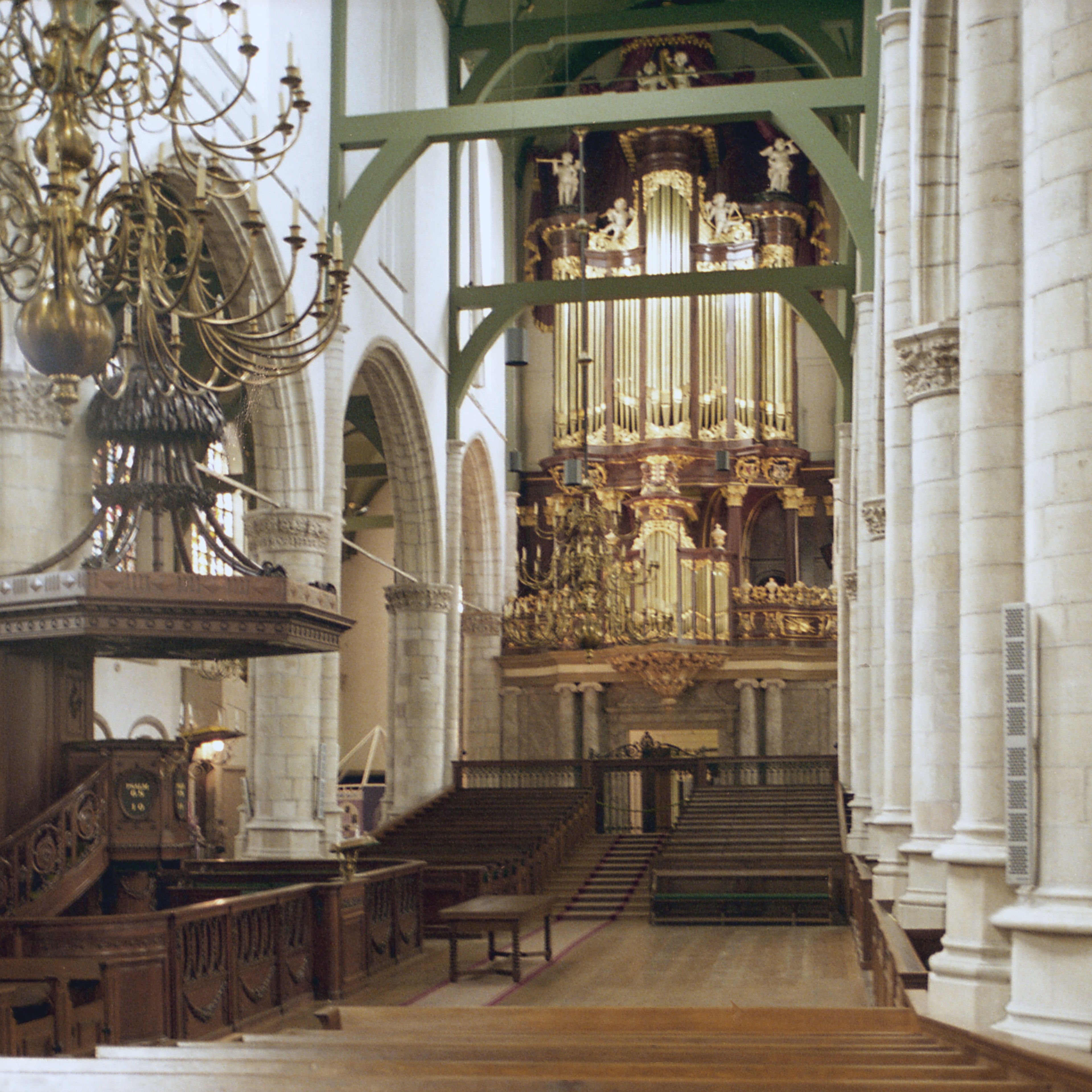
Varhany - bazilika Sint Janskerk

Kostel má dvoje varhany. Na severní straně jsou malé varhany z dílny varhanářů Leeflanga a Keyzera z roku 1975. Na západní straně jsou velké barokní varhany postavené varhanářem Jeanem François Moreauem z Rotterdamu v letech 1732-1736. Nástroj má 53 registrů, tři manuály a pedály. Bazilika má vynikající akustiku, pravidelně se zde pořádají hudební vystoupení a koncerty.
| Hauptwerk C–d3 |     |
| Prestant       | 16′ |
| Prestant       | 8′  |
| Holpijp        | 8′  |
| Quint          | 6′  |
| Octaaf         | 4′  |
| Open Fluit     | 4′  |
| Superoctaaf    | 2′  |
| Mixtuur V-VI   |     |
| Cornet V       |     |
| Tertiaan II    |     |
| Trompet        | 16′ |
| Trompet        | 8′  |
| Schalmei       | 4′  |

| Oberwerk C–d3   |          |
| Prestant        | 8′       |
| Echo Holpijp    | 8′       |
| Salicionaal     | 8′       |
| Viola di Gamba  | 8′       |
| Quintadeen      | 8′       |
| Octaaf          | 4′       |
| Echo Fluit      | 4′       |
| Nasard          | 2\|2\|3′ |
| Nachthoorn      | 2′       |
| Flageolet       | 1′       |
| Mixtuur IV      |          |
| Sexquialter III |          |
| Echo Trompet    | 8′       |
| Vox Humana      | 8′       |
| Tremulant       |          |

| Rückpositiv C–d3 |     |
| Bourdon          | 16′ |
| Prestant         | 8′  |
| Holpijp          | 8′  |
| Fluit Travers    | 8′  |
| Octaaf           | 4′  |
| Gedekte Fluit    | 4′  |
| Quint            | 3′  |
| Octaaf           | 2′  |
| Woudfluit        | 2′  |
| Mixtuur Vi       |     |
| Scherp VI        |     |
| Cornet VI        |     |
| Sexquialter II   |     |
| Trompet          | 8′  |
| Dulciaan         | 8′  |
| Tremulant        |     |

| Pedalwerk C–e1 |     |
| Prestant       | 16′ |
| Subbas         | 16′ |
| Prestant       | 8′  |
| Wijdgedekt     | 8′  |
| Octaaf         | 4′  |
| Holfluit       | 2′  |
| Mixtuur VI     |     |
| Bazuin         | 16′ |
| Trompet        | 8′  |
| Clairon        | 4′  |
| Cornet         | 2′  |

## Mozaiková okna
| Číslo   | Obrázek  | Název / poznámky                                                                                  | Rok vzniku                          | Donátor | Koncept                                                        | Malíř skla |
| ------- | -------- | ------------------------------------------------------------------------------------------------- | ----------------------------------- | --- | -------------------------------------------------------------- | --- |
| 1       |          | Triumf svobodného svědomí                                                                         | 1595–1600                           | Nizozemsko | Joachim Wtewael, Utrecht                                       | Adriaen Gerritsz. de Vrije, Gouda                                                                                       |
| 1a      | Interiér | Mozaikové okno, žíhaná glazura                                                                    | 1934–1936                           | |                                                                | Atelier 't Prinsenhof', Delft                                                                                           |
| 1b      |          | Mozaikové okno                                                                                    | 1934–1936                           | |                                                                | Atelier 't Prinsenhof', Delft                                                                                           |
| 1c      | Interiér | Svoboda svědomí či Erasmovo okno k 500 let výročí jeho Novum Instrumentum                         | 2016                                | |                                                                | Atelier 't Prinsenhof' Delft                                                                                            |
| 2       |          | Dobytí Damietty (Dumjat / Egypt)                                                                  | 1596                                | Nizozemsko, Haarlem                                                                                            | Willem Thybaut, Haarlem                                        | Willem Thybaut, Haarlem                                                                                                 |
| 3       |          | Služebnice z Dordrechtu                                                                           | 1596                                | Město Dordrecht                                                                                                | ?Gerrit Gerritsz. Cuyp (Dordrecht)                             | Gerrit Gerritsz. Cuyp (Dordrecht)                                                                                       |
| 4       |          | Erby mistrů z Rijnlandu v provincii Holandsko, pod ženskými reprezentacemi spravedlnosti a odvahy | 1594                                | Náčelník posádky z Rijnlandu                                                                                   | (neznámý mistr)                                                | Adriaen Gerritsz. de Vrije Gouda                                                                                        |
| 5       |          | Královna ze Sáby navštěvuje Šalamouna                                                             | 1561                                | Elburga von Boetzelaer, Äbtissin von Rijnsburg                                                                 | Wouter Crabeth, Gouda                                          | Wouter Crabeth, Gouda                                                                                                   |
| 6       |          | Judita s hlavou Holoferna                                                                         | 1571                                | Jean de Ligne, hrabě z Arembergu a jeho manželka Margaretha van der Marck                                      | Dirk Crabeth, Gouda                                            | Dirk Crabeth, Gouda |
| 7       |          | Inaugurace chrámu králem Šalamounem (výše), Poslední večeře (níže)                                | 1557                                | Filip II. Španělský, král anglický a španělský, a Marie I. Tudorovna, královna anglická                        | Dirk Crabeth, Gouda                                            | Dirk Crabeth, Gouda |
| 8       |          | Potrestání chrámového lupiče Heliodora                                                            | 1566                                | Erik. II. vévoda z Brunswick-Lüneburgu                                                                         | Wouter Crabeth I., Gouda                                       | Wouter Crabeth I., Gouda                                                                                                |
| 8a      |          | Mosaikové okno v kapli Meurs, (Vytvořeno ze střepů po předchozích rest. pracích )                 | 1989                                | |                                                                | H.A. van Dolder-de Wit, Atelier Bogtman Haarlem                                                                         |
| 9       |          | Zvěstování o narození Jana Křtitele                                                               | 1561                                | Dirck Cornelisz. van Hensbeek und Verwandte, Gouda                                                             | Lambert van Noort, Antwerpy                                    | Digman Meynaert, Antwerpy                                                                                               |
| 10      |          | Zvěstování o narození Krista                                                                      | 1655 (1559)                         | z původního okna (1559): Theodorus Spierinck van Well, opat kláštera Norbertine v Bernu poblíž Heusdendes      | 1559: Lambert van Noort, Antwerpy, 1655: Daniel Tomberg, Gouda | 1559: ?Digman Meynaert, (Antwerpy, 1655: Albert Merinck, (z Nizozemska?)                                                |
| 11      |          | Narození Jan Křtitele                                                                             | 1562                                | Erben von Herman Lethmaet, děkan kostela P. Marie, Utrecht a generální vikář a biskup Utrecht                  | Lambert van Noort Antwerpy                                     | Digman Meynaert a Hans Scrivers Antwerpy                                                                                |
| 11a     |          | Okno se znakem v kapli                                                                            | 1687                                | |                                                                | ?Albert Merinck Antwerpy                                                                                                |
| 12      |          | Narození Krista                                                                                   | 1564                                | Uctívání pastýřů                                                                                               | Wouter Crabeth I., Gouda                                       | Wouter Crabeth I., Gouda                                                                                                |
| 13      |          | Dvanáctiletý Ježíš v chrámu                                                                       | 1559–1561                           | Petrus van Suyren, Opata kláštera Norbertine Marienwaard u Beesd                                               | Lambert van Noort Antwerpy                                     | Digman Meynaert a Hans Scrivers Antwerpy                                                                                |
| 14      |          | Kázání Jana Křtitele                                                                              | 1562                                | Robert van Bergen, probošt Münster, Utrecht, biskup z Lutychu                                                  |                                                                | Dirk Crabeth, Gouda |
| 15      |          | Ježíšovo kázání na hoře                                                                           | 1555                                | Georg van Egmont, Biskup z Utrechtu                                                                            |                                                                | |
| 16      |          | Ježíšovo první kázání                                                                             | 1556                                | Cornelis van Mierop, Propst, Münster, Utrecht                                                                  |                                                                | Dirk Crabeth, Gouda |
| 17      |          | Jan Křtitel kárající Heroda                                                                       | 1556                                | Wouter van Bylaer, komandér Řádu Sv. Jana, Utrecht                                                             | (malíř skla)                                                   | (neznámý Mistr z Antwerp)                                                                                               |
| 18      |          | Sv. Jan Křtitel posílá učedníky ke Kristu                                                         | 1556                                | Potomci Gerrit Heye Gerritsz., jeho manželka Margriet Hendricksdr., Frederick Adriaensz. a jeho dcera Gerborch |                                                                | Dirk Crabeth, Gouda |
| 19      |          | Stětí Sv. Jana Křtitele                                                                           | 1570                                | Hendrik van Zwolle, komandér Řádu Sv. Jana, Haarlem                                                            | Willem Thybaut, Haarlem                                        | Willem Thybaut, Haarlem                                                                                                 |
| 20 + 21 |          | Mozaikové okno složené ze starého rozbitého skla, které bylo výsledkem oprav                      | 1933                                | |                                                                | Dipl.-Ing. Jan Schouten                                                                                                 |
| 22      |          | Ježíš vyhání penězoměnce z chrámu                                                                 | 1567 und 1657                       | Vilém I. Oranžský a jeho druhá žena Anna Saská (1544–1577)                                                     | Dirk Crabeth, Gouda                                            | 1567: Dirk Crabeth, Gouda, 1657: spodní část : Daniel Tomberg, Gouda                                                    |
| 23      |          | Eliáš umývající nohy Sv. Petrovi (nahoře) Portrét dárce, vévodkyně z Parmy (dole )                | 1562                                | Markéta Parmská                                                                                                | Wouter Crabeth Gouda                                           | Wouter Crabeth Gouda |
| 24      |          | Evangelista Filip, kázání, uzdravení a křest v Samaře                                             | 1559                                | Graf Philipp de Ligne, Herr von Wassenaar                                                                      | spolupráce Dirk Crabeth, Gouda                                 | Dirk Crabeth, Gouda |
| 25      |          | Vykoupení z utrpení                                                                               | 1603                                | město Delft | Ysaac Claesz. Swanenburg, Leiden                               | Dirck Verheyden Delft, Dirck Reijniersz. van Douwe Delft                                                                |
| 26      |          | Útěk ze Samary                                                                                    | 1601                                | město Leiden                                                                                                   | Ysaac Claesz. Swanenburg, Leiden                               | Cornelis Cornelisz. Clock, Leiden                                                                                       |
| 27      |          | Farizejové a celníci                                                                              | 1597                                | město Amsterdam                                                                                                | Hendrick de Keyser, Amsterdam                                  | ?Cornelis Ysbrandsz. Kussens, Amsterdam                                                                                 |
| 28      |          | Ježíš a cizoložnice                                                                               | 1601                                | město Rotterdam                                                                                                | ?Claes Jansz. Wytmans, Rotterdam                               | Claes Jansz. Wytmans, Frans Adriaensz., David Fransz. (všichni Rotterdam)                                               |
| 28a     |          | Okno Osvobození                                                                                   | 1947                                | Obyvatelé města Gouda                                                                                          | Charles Eyck (Valkenburg)                                      | Charles Eyck (Valkenburg) společně s ateliérem Flos (Tegelen)                                                           |
| 28b     |          | Okno s heraldickými štíty dárců                                                                   | 1935                                | | D. Boode Delft                                                 | L.J. Knoll Delft a ateliér 't Prinsenhof'm Delft                                                                        |
| 28c     |          | Přestavba chrámu                                                                                  | 1920                                | Diejenigen, restaurování mezi 1901 do 1920                                                                     | H. Veldhuis Delft                                              | L.J. Knoll Delft a ateliér 't Prinsenhof', Delft                                                                        |
| 29      |          | Křesťanský rytíř a David                                                                          | 1595–1600                           | Města v severní části Holandska                                                                                | ?Adriaen Gerritsz. de Vrije (Gouda)                            | Adriaen Gerritsz. de Vrije (Gouda)                                                                                      |
| 30      |          | Jonáš a velryba                                                                                   | před 1565                           | Gilda prodejců ryb z Goudy                                                                                     | Dirk Crabeth, Gouda                                            | |
| 31      |          | Balaam a oslice                                                                                   | vor 1572                            | Cech řezníků z Goudy                                                                                           | ?Dirk Crabeth, Gouda                                           | ?Dirk Crabeth, Gouda |
| 32–44   |          | Znaky města Gouda                                                                                 | 1593–1594                           | město Gouda |                                                                | Jacob Cornelisz. Kaen, Jasper Gielisz. a Cornelis Leunisz. (všichni Gouda), okno 40: Adriaen Gerritsz. de Vrije (Gouda) |
| 45      |          | Apoštol Matouš                                                                                    | kolem 1530–1540                     | (neznámý) |                                                                | neznámý |
| 46      |          | Apoštol Jakub menší                                                                               | kolem 1530–1540                     | (neznámý) |                                                                | neznámý |
| 47      |          | Apoštol Tomáš (původně Filip)                                                                     | kolem 1530–1540                     | (neznámý) |                                                                | neznámý |
| 48      |          | Apoštol Filip (původně Tomáš)                                                                     | kolem 1530–1540, 1552–1571 obnoven  | (neznámý) | ?Dirk Crabeth, Gouda                                           | 1552–1571: Atelier Dirk Crabeth, Gouda                                                                                  |
| 49      |          | Apoštol Jan                                                                                       | kolem 1530–1540                     | (neznámý) |                                                                | neznámý |
| 50      |          | Apoštol Petr                                                                                      | kolem 1530–1540                     | (neznámý) |                                                                | neznámý |
| 51      |          | Kristus jako Vykupitel světa                                                                      | kolem 1530–1540, 1552–1571 obnoven  | (neznámý) | ?Dirk Crabeth, Gouda                                           | 1552–1571: Atelier Dirk Crabeth, Gouda                                                                                  |
| 52      |          | Apoštol Ondřej                                                                                    | kolem 1530–1540, 1552–1571 obnoveno | (neznámý) | ?Dirk Crabeth, Gouda                                           | 1552–1571: Atelier Dirk Crabeth, Gouda                                                                                  |
| 53      |          | Apoštol Jakub větší                                                                               | kolem 1530–1540, 1921–1924 obnoven  | (neznámý) |                                                                | 1921–1924: Atelier 't Prinsenhof', Delft                                                                                |
| 54      |          | Apoštol Tadeáš                                                                                    | kolem 1530–1540, 1921–1924 obnoveno | (neznámý) |                                                                | 1921–1924: Atelier 't Prinsenhof', Delft                                                                                |
| 55      |          | Apoštol Bartoloměj                                                                                | kolem 1530–1540                     | (neznámý) |                                                                | neznámý |
| 56      |          | Apoštol Šimon                                                                                     | kolem 1530–1540, 1921–1924 obnoven  | (neznámý) |                                                                | 1921–1924: Atelier 't Prinsenhof', Delft                                                                                |
| 57      |          | Apoštol Matouš                                                                                    | kolem 1530–1540, 1921–1924 obnoven  | (neznámý) |                                                                | 1921–1924: Atelier 't Prinsenhof', Delft                                                                                |
| 58      |          | Zatýkání Krista (Okna 58 až 64 z kostela Regulatekloster, od roku 1581 v Sint Janskerku.)         | 1556                                | Jan Gerritsz. Heye a jeho žena                                                                                 |                                                                | Atelier Dirk Crabeth, Gouda                                                                                             |
| 59      |          | Posmívání Kristu                                                                                  | 1556                                | Dirck Cornelisz. van Reynegom, správce hraběte Filipa II. Španělského                                          |                                                                | Atelier Dirk Crabeth, Gouda                                                                                             |
| 60      |          | Pilát ukazuje Ježíše lidu (Ecce Homo)                                                             | 1556                                | Nicolaas Ruysch, kanovník, Münster, Utrecht                                                                    |                                                                | Atelier Dirk Crabeth, Gouda                                                                                             |
| 61      |          | Nesení kříže                                                                                      | 1559                                | Nicolaas van Nieuwland, světící biskup, děkan kostela P. Marie v Utrchtu a probošt kostela Sv. Bavo, Haarlem   |                                                                | Atelier Dirk Crabeth, Gouda                                                                                             |
| 62      |          | Vzkříšení                                                                                         | 1557                                | Robert Jansz., představený kláštera Sv. Markéty, Gouda                                                         |                                                                | Atelier Dirk Crabeth, Gouda                                                                                             |
| 63      |          | Nanebevzetí                                                                                       | 1557                                | Willem Jacobsz., představený kláštera P.Marie, Gouda                                                           |                                                                | Atelier Dirk Crabeth, Gouda                                                                                             |
| 64      |          | Seslání Ducha svatého                                                                             | 1557                                | Thomas Hermansz., představený kláštera Marienpoel, Leiden                                                      |                                                                | Atelier Dirk Crabeth, Gouda                                                                                             |